# Aspalathus ternata
Aspalathus ternata là một loài thực vật có hoa trong họ Đậu. Loài này được (Thunb.) Druce miêu tả khoa học đầu tiên.